# Internazionali BNL d'Italia 2015
Internazionali BNL d'Italia 2015, známý také pod názvy Italian Open 2015 nebo Rome Masters 2015, byl společný tenisový turnaj mužského okruhu ATP World Tour a ženského okruhu WTA Tour, hraný v areálu Foro Italico na otevřených antukových dvorcích. Konal se mezi .11 až 17. květnem 2015 ve italské metropoli Římě jako 72. ročník turnaje.
Mužská polovina se po grandslamu řadila do druhé nejvyšší kategorie okruhu ATP World Tour Masters 1000 a její dotace činila 3 830 295 eur. Ženská část měla rozpočet 2 183 600 dolarů a byla součástí kategorie WTA Premier 5.
Singlové tituly si připsali světová jednička Novak Djoković, jež trofej obhájila, a třetí hráčka žebříčku Maria Šarapovová. Mužskou čtyřhru vyhrála dvojice Pablo Cuevas a David Marrero a v ženském deblu triumfoval pár Tímea Babosová a Kristina Mladenovicová.

## Rozdělení bodů a finančních odměn

### Rozdělení bodů
| Soutěž       | vítězové | finalisté | semifinalisté | čtvrtfinalisté | 16 v kole | 32 v kole | 64 v kole | Q  | Q2 | Q1 |
| ------------ | -------- | --------- | ------------- | -------------- | --------- | --------- | --------- | -- | -- | -- |
| dvouhra mužů | 1000     | 600       | 360           | 180            | 90        | 45        | 10        | 25 | 16 | 0  |
| čtyřhra mužů | 1000     | 600       | 360           | 180            | 90        | 0         |           |    |    |    |
| dvouhra žen  | 900      | 585       | 350           | 190            | 105       | 60        | 10        | 30 | 20 | 1  |
| čtyřhra žen  | 900      | 585       | 350           | 190            | 105       | 5         |           |    |    |    |

### Finanční odměny
| Soutěž                                | vítězové | finalisté | semifinalisté | čtvrtfinalisté | 16 v kole | 32 v kole | 64 v kole | Q2     | Q1     |
| ------------------------------------- | -------- | --------- | ------------- | -------------- | --------- | --------- | --------- | ------ | ------ |
| dvouhra mužů                          | €628 100 | €308 000  | €155 000      | €78 820        | €40 930   | €21 580   | €11 650   | €2 685 | €1 370 |
| dvouhra žen                           | €400 250 | €199 750  | €99 870       | €46 000        | €22 800   | €11 710   | €6 020    | €3 350 | €1 720 |
| čtyřhra mužů                          | €194 500 | €95 230   | €47 770       | €24 520        | €12 670   | €6 690    | —         | —      | —      |
| čtyřhra žen                           | €114 250 | €57 840   | €28 630       | €14 410        | €7 280    | €3 605    | —         | —      | —      |
| částka ve čtyřhrách je uvedena na pár |          |           |               |                |           |           |           |        |        |

## Dvouhra mužů

### Nasazení
| Stát                           | Hráč                  | ATP | Nasazení |
| ------------------------------ | --------------------- | --- | -------- |
| Srbsko                         | Novak Djoković        | 1.  | 1.       |
| Švýcarsko                      | Roger Federer         | 2.  | 2.       |
| Spojené království             | Andy Murray           | 3.  | 3.       |
| Španělsko                      | Rafael Nadal          | 4.  | 4.       |
| Japonsko                       | Kei Nišikori          | 5.  | 5.       |
| Česko                          | Tomáš Berdych         | 7.  | 6.       |
| Španělsko                      | David Ferrer          | 8.  | 7.       |
| Švýcarsko                      | Stan Wawrinka         | 9.  | 8.       |
| Chorvatsko                     | Marin Čilić           | 10. | 9.       |
| Bulharsko                      | Grigor Dimitrov       | 11. | 10.      |
| Španělsko                      | Feliciano López       | 12. | 11.      |
| Francie                        | Gilles Simon          | 13. | 12.      |
| Francie                        | Jo-Wilfried Tsonga    | 14. | 13.      |
| Španělsko                      | Roberto Bautista Agut | 16. | 14.      |
| Jižní Afrika                   | Kevin Anderson        | 17. | 15.      |
| USA                            | John Isner            | 18. | 16.      |
| Žebříček ATP ke 4. květnu 2015 |                       |     |          |

### Jiné formy účasti

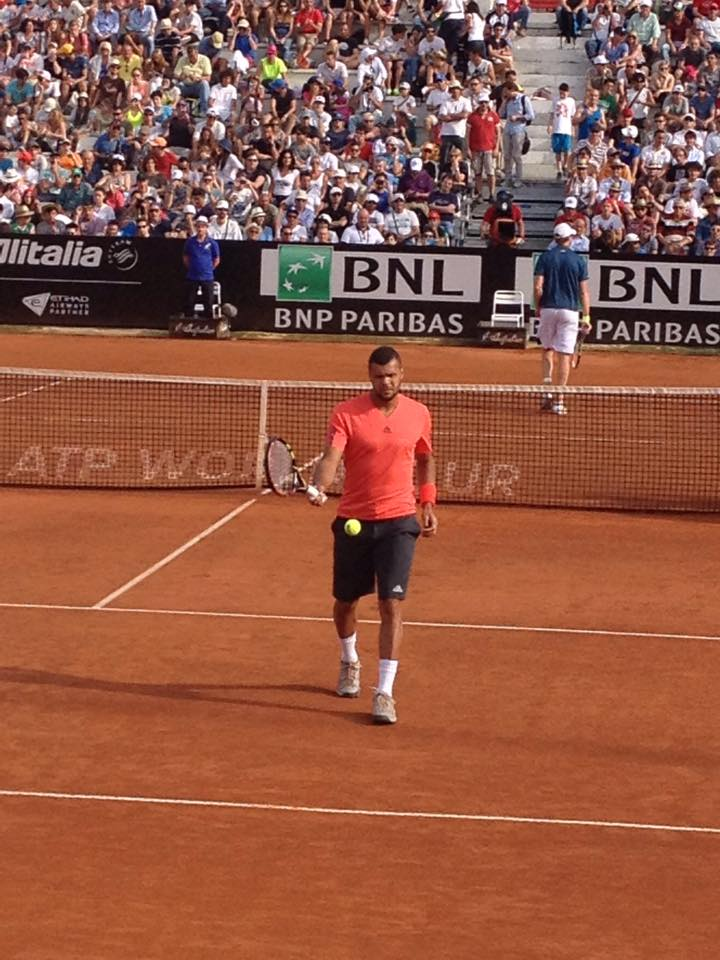
Jo-Wilfried Tsonga

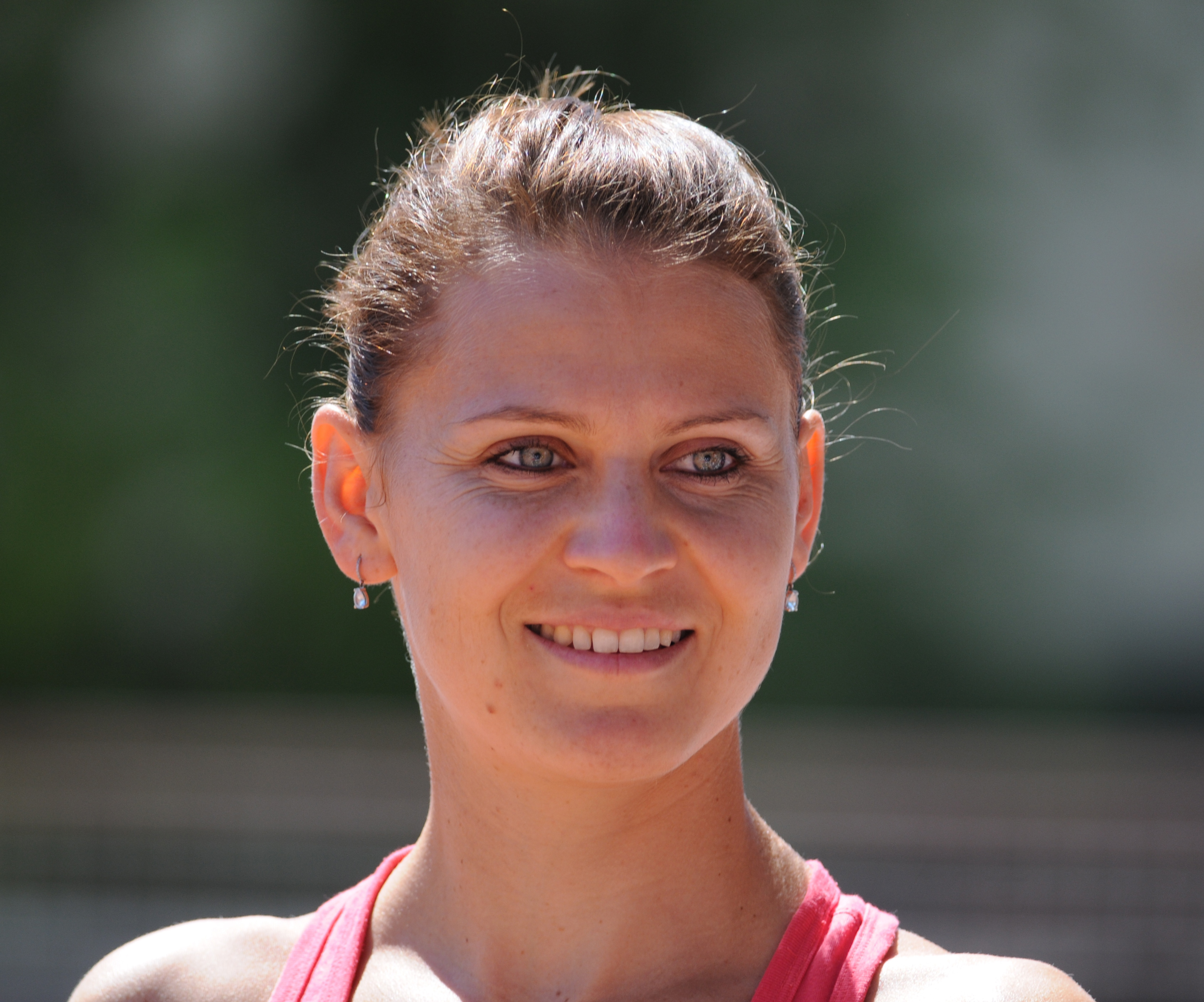
Lucie Šafářová

Následující hráči obdrželi divokou kartu do hlavní soutěže:
- Matteo Donati
- Federico Gaio
- Paolo Lorenzi
- Luca Vanni

Následující hráči postoupili z kvalifikace:
- Andrea Arnaboldi
- Thomaz Bellucci
- Alexandr Dolgopolov
- Thomas Fabbiano
- Marsel İlhan
- Dušan Lajović
- Diego Schwartzman

### Odhlášení
před zahájením turnaje
- Benjamin Becker → nahradil jej Steve Johnson
- Julien Benneteau → nahradil jej Simone Bolelli
- Ivo Karlović → nahradil jej Marcel Granollers
- Gaël Monfils → nahradil jej Donald Young
- Gilles Müller → nahradil jej Jack Sock
- Milos Raonic → nahradil jej Dominic Thiem
- Andreas Seppi → nahradil jej Jerzy Janowicz
- Tommy Robredo → nahradil jej Jiří Veselý
- Fernando Verdasco → nahradil jej João Sousa

v průběhu turnaje
- Andy Murray

### Skrečování
- Philipp Kohlschreiber
- Gilles Simon

## Mužská čtyřhra

### Nasazení
| Stát                                                                                    | Hráč              | Stát      | Hráč           | ATP | Nasazení |
| --------------------------------------------------------------------------------------- | ----------------- | --------- | -------------- | --- | -------- |
| USA                                                                                     | Bob Bryan         | USA       | Mike Bryan     | 2.  | 1.       |
| Chorvatsko                                                                              | Ivan Dodig        | Brazílie  | Marcelo Melo   | 9.  | 2.       |
| Nizozemsko                                                                              | Jean-Julien Rojer | Rumunsko  | Horia Tecău    | 23. | 3.       |
| Polsko                                                                                  | Marcin Matkowski  | Srbsko    | Nenad Zimonjić | 26  | 4.       |
| Španělsko                                                                               | Marcel Granollers | Španělsko | Marc López     | 27. | 5.       |
| Kanada                                                                                  | Daniel Nestor     | Indie     | Leander Paes   | 30. | 6.       |
| Rakousko                                                                                | Alexander Peya    | Brazílie  | Bruno Soares   | 32. | 7.       |
| Itálie                                                                                  | Simone Bolelli    | Itálie    | Fabio Fognini  | 34. | 8.       |
| Žebříček ATP ke 4. květnu 2015; číslo je součtem žebříčkového postavení obou členů páru |                   |           |                |     |          |

### Jiné formy účasti

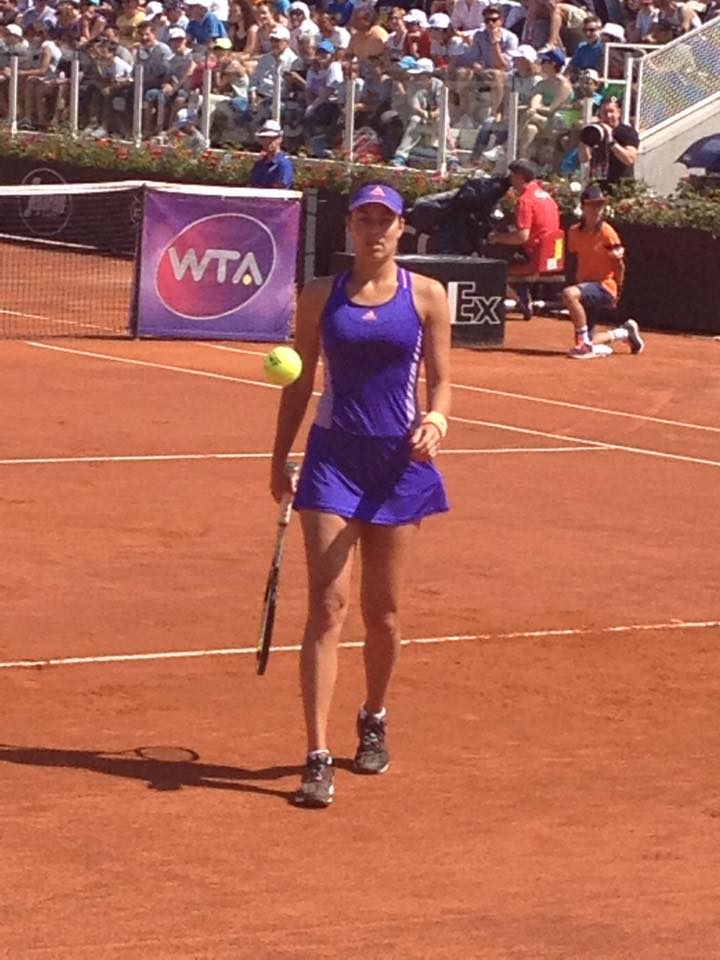
Ana Ivanovićová

Následující páry obdržely divokou kartu do hlavní soutěže:
- Matteo Donati /  Stefano Napolitano
- Paolo Lorenzi /  Luca Vanni

## Ženská dvouhra

### Nasazení
| Stát                           | Hráčka                    | WTA | Nasazení |
| ------------------------------ | ------------------------- | --- | -------- |
| USA                            | Serena Williamsová        | 1.  | 1.       |
| Rumunsko                       | Simona Halepová           | 2.  | 2.       |
| Rusko                          | Maria Šarapovová          | 3.  | 3.       |
| Česko                          | Petra Kvitová             | 4.  | 4.       |
| Dánsko                         | Caroline Wozniacká        | 5.  | 5.       |
| Kanada                         | Eugenie Bouchardová       | 6.  | 6.       |
| Srbsko                         | Ana Ivanovićová           | 7.  | 7.       |
| Rusko                          | Jekatěrina Makarovová     | 8.  | 8.       |
| Německo                        | Angelique Kerberová       | 11. | 9.       |
| Španělsko                      | Carla Suárezová Navarrová | 12. | 10.      |
| Česko                          | Karolína Plíšková         | 13. | 11.      |
| Česko                          | Lucie Šafářová            | 14. | 12.      |
| Itálie                         | Sara Erraniová            | 15. | 13.      |
| USA                            | Venus Williamsová         | 16. | 14.      |
| USA                            | Madison Keysová           | 17. | 15.      |
| Srbsko                         | Jelena Jankovićová        | 18. | 16.      |
| Žebříček WTA ke 4. květnu 2015 |                           |     |          |

### Jiné formy účasti

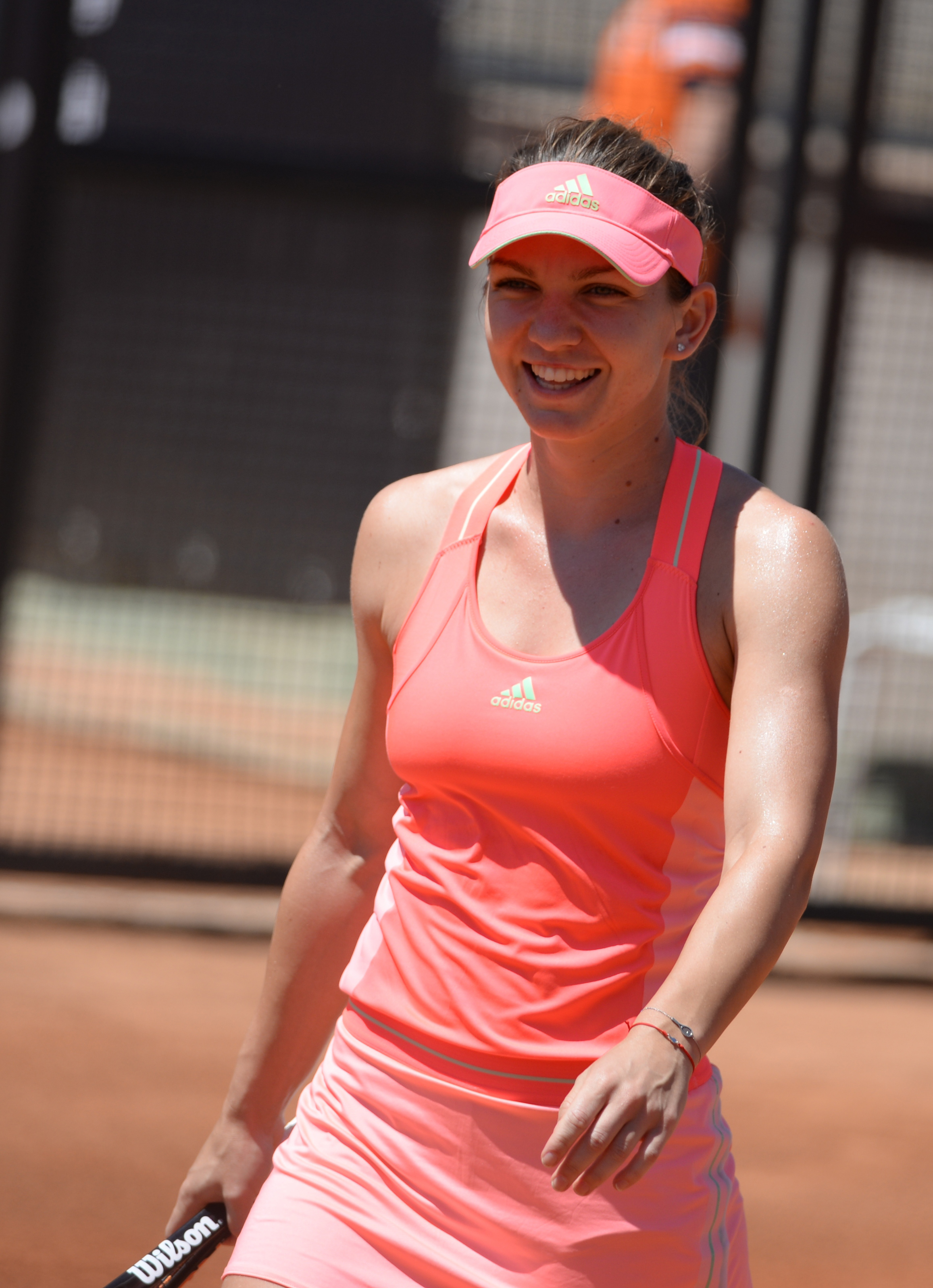
Simona Halepová

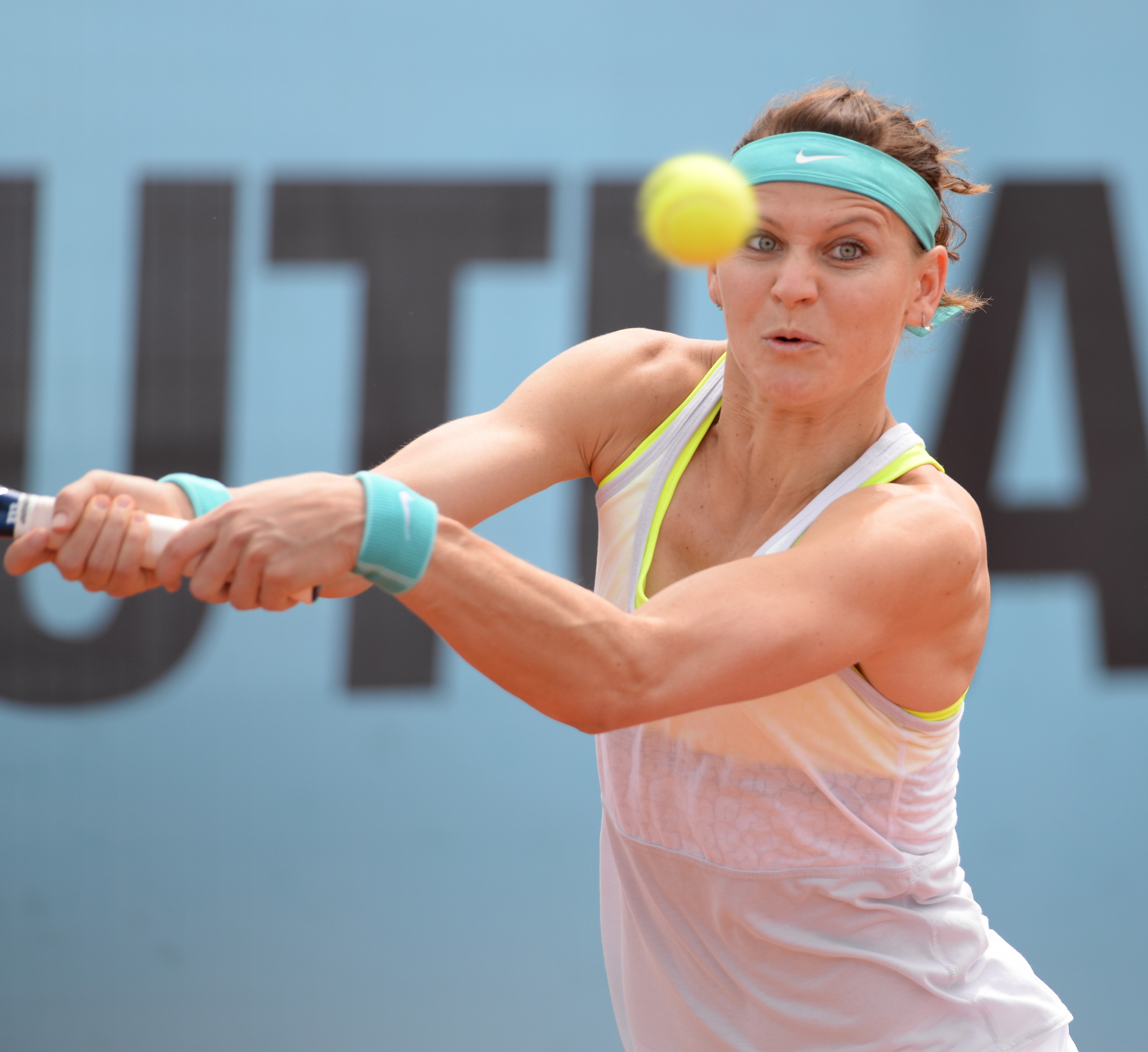
Lucie Šafářová

Následující hráčky obdržely divokou kartu do hlavní soutěže:
- Nastassja Burnettová
- Karin Knappová
- Francesca Schiavoneová

Následující hráčky postoupily z kvalifikace:
- Misaki Doiová
- Alexandra Dulgheruová
- Darja Gavrilovová
- Bojana Jovanovská
- Christina McHaleová
- Urszula Radwańská
- Kateřina Siniaková
- Jelena Vesninová
  -  Lucie Hradecká – jako šťastná poražená
  -  Kristina Mladenovicová – jako šťastná poražená
  -  Anna Karolína Schmiedlová – jako šťastná poražená

### Odhlášení
před zahájením turnaje
- Casey Dellacquová → nahradila ji Lucie Hradecká
- Světlana Kuzněcovová → nahradila ji Kristina Mladenovicová
- Garbiñe Muguruzaová → nahradila ji Anna Karolína Schmiedlová
- Pcheng Šuaj → nahradila ji Magdaléna Rybáriková
- Andrea Petkovicová → nahradila ji Mónica Puigová
- Agnieszka Radwańská → nahradila ji Daniela Hantuchová

v průběhu turnaje
- Serena Williamsová (poranění pravého lokte)

#### Skrečování
- Jarmila Gajdošová

## Ženská čtyřhra

### Nasazení
| Stát                                                                                    | Hráčka                | Stát      | Hráčka                     | WTA | Nasazení |
| --------------------------------------------------------------------------------------- | --------------------- | --------- | -------------------------- | --- | -------- |
| Švýcarsko                                                                               | Martina Hingisová     | Indie     | Sania Mirzaová             | 5.  | 1.       |
| Čínská Tchaj-pej                                                                        | Sie Šu-wej            | Itálie    | Flavia Pennettaová         | 25. | 2.       |
| Maďarsko                                                                                | Tímea Babosová        | Francie   | Kristina Mladenovicová     | 27. | 3.       |
| Francie                                                                                 | Caroline Garciaová    | Slovinsko | Katarina Srebotniková      | 38. | 4.       |
| USA                                                                                     | Bethanie Mattek-Sands | Česko     | Lucie Šafářová             | 41. | 5.       |
| Česko                                                                                   | Andrea Hlaváčková     | Česko     | Lucie Hradecká             | 45. | 6.       |
| Čínská Tchaj-pej                                                                        | Čan Jung-žan          | Čína      | Čeng Ťie                   | 49. | 7.       |
| Rusko                                                                                   | Alla Kudrjavcevová    | Rusko     | Anastasija Pavljučenkovová | 53. | 8.       |
| Žebříček WTA ke 4. květnu 2015; číslo je součtem žebříčkového postavení obou členů páru |                       |           |                            |     |          |

### Jiné formy účasti
Následující páry obdržely divokou kartu do hlavní soutěže:
- Nastassja Burnettová /  Jasmine Paoliniová
- Maria Elena Camerinová /  Corinna Dentoniová
- Simona Halepová /  Francesca Schiavoneová
- Daniela Hantuchová /  Samantha Stosurová

## Přehled finále

### Mužská dvouhra
- Novak Djoković vs.  Roger Federer, 6–4, 6–3

### Ženská dvouhra
- Maria Šarapovová vs.  Carla Suárezová Navarrová, 4–6, 7–5, 6–1

### Mužská čtyřhra
- Pablo Cuevas /  David Marrero vs.  Marcel Granollers /  Marc López, 6–4, 7–5

### Ženská čtyřhra
- Tímea Babosová /  Kristina Mladenovicová vs.  Martina Hingisová /  Sania Mirzaová, 6–4, 6–3